# カピタネス・デ・シウダー・デ・メヒコ
カピタネス・デ・シウダー・デ・メヒコ（スペイン語: Capitanes de Ciudad de México, 英語: Mexico City Captains, 日本語: メキシコシティ・キャピタンズ）は、メキシコ合衆国のプロバスケットボールチーム。本拠地はメキシコシティ。NBAGリーグ所属。

## 概要
元々はリーガ・ナシオナル・バロンセスト・プロフェッショナル（LNBP）に所属していた。2017-18シーズンに設立。
2019年12月に行われた、ダラス・マーベリックス対デトロイト・ピストンズのNBAメキシコシティゲームズ前に、NBAコミッショナーのアダム・シルバーとNBAGリーグ会長のシャリーフ・アブドゥル＝ラヒームはキャピタンズがGリーグに参戦することを発表した。2020-21シーズンより5年間、Gリーグで戦う予定であったが、COVID-19パンデミックの影響で正式に参加するのは2021-22シーズンからとなった。

## 歴史

### 創設まで
メキシコ合衆国の首都であるメキシコシティには10年間競争力のあるバスケットボールチームが存在していなかった。メキシコシティでのバスケットボールへの情熱を取り戻すために、モイセス・コジオが率いる投資家グループが新しいフランチャイズチームの設立を発表した。キャピタンズは経済的な理由に政府と提携しておらず、完全に民間投資で経営されている。

### NBAGリーグ参戦
2019年12月、全米バスケットボール協会（NBA）のコミッショナーであるアダム・シルバーは、キャピタンズがNBAGリーグに参加することを発表した。当初の計画では、2020-21シーズンから参戦させ、Gリーグで5シーズンプレーする予定である。これにより、キャピタンズはアメリカ合衆国とカナダ以外の国における初めてのGリーグ球団となった。

#### 2021-2022シーズン
レギュラーシーズンやプレーオフには参加せず、ウインターショーケースのみ参戦となった。
ウィンターショーケースでは4勝10敗という成績だった。
シーズン中にはゲイリー・クラーク（ペリカンズ）、アルフォンゾ・マッキニー（ブルズ）、マット・ムーニー（ニックス）の3名がNBAからのコールアップを受けている。

## 主な選手

### 現役選手
Template:カピタネス・デ・シウダー・デ・メヒコのロースター

## 歴代ヘッドコーチ
- ラモン・ディアス・サンチェス (2017-2025)

## 歴代所属選手
- アルフォンゾ・マッキニー (2021,2022-2023)
- ゲイリー・クラーク (2021,2022-2023)
- マット・ムーニー (2021)
- ケネス・ファリード (2022-2023,2023-2024)
- スカイラー・メイズ (2023)
- トレイ・バーク (2023)
- マイケル・カーター＝ウィリアムズ (2023)
- ジャスティン・ライト・フォアマン (2023-2024)
- C・J・エレビー (2024)
- グレッグ・ブラウン (2024-2025)
- ディンク・ペイト (2024-)
- キヘイ・クラーク (2025-)
- ホワン・トスカーノ＝アンダーソン (2023-)
- イヴェルソン・モリナル (2023-2024)
- スカル・ラビシエ (2023)
- マリック・ルイス (2023-2024)
- マイク・トーレス (2021)
- ジョーダン・ハワード (2021)
- ジャスティン・レジェス (2021-2022)
- シャバズ・ネイピアー (2022-2023)
- イーサン・トンプソン (2023-2024)
- ブルーノ・カボクロ (2022)
- ジャリル・オカフォー (2022)
- アコルダ・ガク (2025-)